# In coena Domini
In coena Domini (lat.: ‚beim Mahle des Herrn‘) war eine zwischen 1363 und 1770 mehrmals erschienene päpstliche Bulle. Der älteste bekannte Text soll aus der Zeit um 1229 von Papst Gregor IX. stammen. Die Bulle ist eine Sammlung päpstlicher Exkommunikationssentenzen und Strafandrohungen und wird daher auch als Bannbulle bezeichnet. Die Kirche missbilligte darin ausdrücklich Häresien, Schismen, Sakrilege, Verstöße gegen päpstliche und kirchliche Privilegien, Angriffe auf die körperliche Unversehrtheit und das Eigentum von Geistlichen, Piraterie, Fälschungen und andere Verbrechen oder Vergehen. Die Bulle wurde immer wieder ergänzt; gegen 1627 wurde sie in ihrer endgültigen Form von Papst Urban VIII. erlassen, 1770 von Papst Clemens XIV. abrogiert.

## Verlesung und Inhalt
Die immer wieder von Päpsten ergänzte und überarbeitete Bulle Gregors IX. wurde jährlich am Gründonnerstag oder am Ostermontag verlesen. Am Abend des Gründonnerstags wird in allen römisch-katholischen Kirchen die Messe vom Letzten Abendmahl gefeiert und dabei an die Einsetzung der Eucharistie, des Gebotes der Nächstenliebe und des Weihepriestertums erinnert. Aus diesem Grunde kam für diese Bulle auch der Beiname „Abendmahlsbulle“ oder „Nachtmahlsbulle“ auf.
Die hauptsächlichen Vergehen, für die in In coena Domini die Exkommunikation angedroht wurde, sind:
- Apostasie, Häresie und Schisma
- Beschwerden über den Papst vor einem allgemeinen Konzil
- Piraterie in päpstlichen Gewässern wie auch das Plündern dort havarierter Schiffe und die Aufbringung von Strandgut und über Bord geworfener Ladung
- Einführung neuer Abgaben und Steuern oder die Erhöhung bereits bestehender, falls dies nicht zuvor durch den Heiligen Stuhl erlaubt worden war
- Fälschung oder Verfälschung apostolischer Schreiben und päpstlicher Bullen
- Lieferungen von Waffen, Munition oder kriegswichtigen Materialien an Sarazenen, Türken oder andere Feinde des Christentums
- Behinderung der Ausfuhr von Lebensmitteln und anderen Gütern an die und von der römischen Kurie
- an Reisenden auf dem Wege zur Kurie, Kardinälen, päpstlichen Legaten, Nuntien etc. verübte Gewalttaten wie auch Gewalttaten, die an solchen verübt wurden, die mit den Angelegenheiten der Kurie befasst waren
- Verweis geistlicher Streitsachen von Kirchengerichten an weltliche Gerichte, die Unterwerfung kirchlicher Gerichtsbarkeit unter jene Gerichte, die aus Laien bestehen, wie auch die Behelligung von Kirchenrichtern

## Proteste
Da zahlreiche Staatsoberhäupter in Europa diese Bulle als Eingriff in ihre Regierungsangelegenheiten und Gerichtsbarkeit empfanden, kam es schon bald zu Verstimmungen. Einige Bischöfe hatten mit ihrem Protesten wenig Erfolg, doch begannen auch die europäischen Fürstenhäuser ihren Unmut zu äußern, zunächst in Venedig, dann in Frankreich. Im 18. Jahrhundert erhoben sich die bourbonischen Höfe, und Kaiserin Maria Theresia von Österreich ließ in ihren Staaten die Verlesung der Bulle nicht mehr zu. Papst Clemens XIV. war um Aussöhnung mit den bourbonischen Höfen bemüht und hob In coena Domini 1770 auf. Dies nahm Kaiser Joseph II. zum Anlass, den Text der Bulle aus allen Ritualbüchern herausreißen zu lassen.
1521 wurde Martin Luther namentlich in In coena Domini als Ketzer benannt. Luther übersetzte erstmals die Bulle, fügte ihr eine Vorrede bei und versah sie mit mehreren Glossen und ließ sie Papst Leo X. als „Neujahrsgeschenk“ zukommen. Die von ihm gefertigte Schrift trug den Titel: Die Bulla vom Abendfressen des allerheiligsten Herrn, des Papstes, dem allerheiligsten römischen Stuhl zum neuen Jahr. Sein Maul ist voll Fluchens, Trügens und Geizes, unter seiner Zunge ist Mühe und Arbeit.